# Лесидрен
Лесидрен (болг. Лесидрен) — село в Болгарии. Находится в Ловечской области, входит в общину Угырчин. Население составляет 1 126 человек.

## Политическая ситуация
В местном кметстве Лесидрен, в состав которого входит Лесидрен, должность кмета (старосты) исполняет Выто Иванов Иванов (Болгарская социалистическая партия (БСП)) по результатам выборов правления кметства.
Кмет (мэр) общины Угырчин — Валентин Стайков Вылчев (независимый) по результатам выборов в правление общины.